# اسم شائع

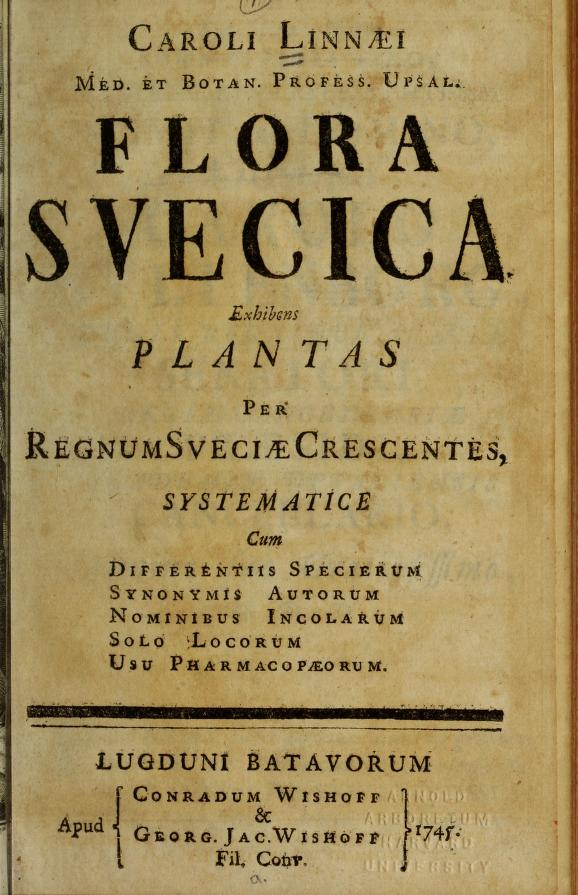

الاسم الشائع أو الاسم العام هو مُصطلحٌ في علم الأحياء يُشير إلى الاسم شائع الاستعمال لأصنوفة أو كائن حي.